# Stigmatogobius
Stigmatogobius là một chi của họ cá Oxudercidae theo truyền thống được phân loại vào bộ cá vược (Perciformes).

## Các loài
Chi này hiện hành có các loài sau đây được ghi nhận::
- Stigmatogobius borneensis (Bleeker, 1850)
- Stigmatogobius elegans Larson, 2005
- Stigmatogobius minima (Hora, 1923)
- Stigmatogobius pleurostigma (Bleeker, 1849) Cá bống mít
- Stigmatogobius sadanundio (F. Hamilton, 1822)
- Stigmatogobius sella (Steindachner, 1881)
- Stigmatogobius signifer Larson, 2005